# Новопетровка (Кармаскалинський район)
Новопетро́вка (рос. Новопетровка, башк. Яңы Петровка) — присілок у складі Кармаскалинського району Башкортостану, Росія. Входить до складу Комишлінської сільської ради.
Населення — 31 особа (2010; 43 в 2002).
Національний склад:
- росіяни — 82 %